# Skowronki
Skowronki (Alaudidae) – rodzina ptaków z podrzędu śpiewających (Oscines) w obrębie rzędu wróblowych (Passeriformes).

## Zasięg występowania i środowisko
Rodzina obejmuje około 100 gatunków zamieszkujących prawie cały świat, z wyjątkiem Grenlandii, Antarktydy i Ameryki Południowej (nie licząc izolowanych osiadłych populacji górniczka w kolumbijskich Andach). Występują przede wszystkim na suchych, skąpo zarośniętych terenach stepowych lub na terenach rolniczych.
W Polsce występują trzy gatunki lęgowe (skowronek, dzierlatka i lerka) oraz jeden przelotny i zimujący (górniczek). Ponadto do polskiej awifauny zalicza się sześć gatunków zalatujących wyjątkowo (kalandra szara, czarna i dwuplamista, skowronek białoskrzydły oraz skowrończyk krótkopalcowy i mały).

## Charakterystyka
Długość ciała wynosi od około 10 cm, jak w przypadku niektórych samic z rodzaju Eremopterix, do 23 cm w przypadku największych samców skowrona pustynnego. U większości gatunków obie płci ubarwione podobnie – maskująco, zwykle brązowo, niekiedy z czarnymi i białymi plamkami. Jedynie samce kalandry czarnej są całe czarne. Skowronki mają wydłużony tylny pazur. Potrafią szybko biegać i wytrwale latać, niektóre odbywają loty godowe z intensywnym śpiewem. Gniazdują na ziemi. Składają 2–6 jaj, zwykle plamkowanych. Odżywiają się owadami, a poza okresem lęgowym – nasionami.

## Podział systematyczny
Do rodziny zaliczane są następujące rodzaje:

- Alaemon Keyserling & J.H. Blasius, 1840
- Chersomanes Cabanis, 1851
- Ammomanopsis Bianchi, 1905 – jedynym przedstawicielem jest Ammomanopsis grayi (Wahlberg, 1855) – skowron blady
- Certhilauda Swainson, 1827
- Pinarocorys Shelley, 1902
- Ramphocoris Bonaparte, 1850 – jedynym przedstawicielem jest Ramphocoris clotbey (Bonaparte, 1850) – skowroniak
- Ammomanes Cabanis, 1851
- Eremopterix Kaup, 1836
- Calendulauda Blyth, 1855
- Heteromirafra C.H.B. Grant, 1913
- Mirafra Horsfield, 1821
- Plocealauda Alström, Mohammadi, Enbody, Irestedt, Engelbrecht, Crochet, Guillaumet, Rancilhac, Tieleman, Olsson, Donald & Stervander, 2023
- Amirafra Bianchi, 1906
- Corypha G.R. Gray, 1840
- Melanocorypha Boie, 1828
- Chersophilus Sharpe, 1890 – jedynym przedstawicielem jest Chersophilus duponti (Vieillot, 1824) – skowrończyk sierpodzioby
- Eremalauda W.L. Sclater, 1926 – jedynym przedstawicielem jest Eremalauda dunni (Shelley, 1904) – skowrończyk grubodzioby
- Alaudala Horsfield & F. Moore, 1856
- Eremophila Boie, 1828
- Calandrella Kaup, 1829
- Lullula Kaup, 1829 – jedynym występującym współcześnie gatunkiem jest Lullula arborea (Linnaeus, 1758) – lerka
- Spizocorys Sundevall, 1872
- Alauda Linnaeus, 1758
- Galerida Boie, 1828